# Holy Roar Records
Holy Roar Records jest to niezależna wytwórnia płytowa założona w Birmingham przez Alex Fitzpatrick i Stuarta Andersona. W 2006 roku przeniesiono siedzibę wytwórni do Londynu i tam zaczęto wydawać pierwsze płyty, single i EP..

## Lista artystów
- Rolo Tomassi
- Cutting Pink With Knives
- Throats
- Maths
- Chariots
- Kayo Dot
- Phoenix Bodies
- Bloody Panda
- Gallows
- Chronicles of Adam West

## Wydawnictwa
- Maths/Throats – Split
- Cutting Pink With Knives – Laser Hannon
- VA – Happy Holy Roar!
- Cutting Pink With Knives – St Mark/Airz
- Rolo Tomassi – Untitled (Reissue)
- Cutting Pink With Knives – Populuxxe
- Gallows – Demo (2007)
- Chariots – The Inner Life
- Chronicles of Adam West – S/T
- Rolo Tomassi – Untitled
- Kayo Dot/Bloody Panda – Split
- Phoenix Bodies – Raise the Bullshit Flag

## Happy Holy Roar!
Na Boże Narodzenie 2007 roku Holy Roar Records przedstawił słuchaczom limitowaną edycję kaset z dwudziestoma nigdy wcześniej niewydanymi utworami zespołów wyłącznie ze swojej wytwórni. Kaset nagrano 100, zostały one wyprzedane w ciągu tygodnia...